# Daciyao (köpinghuvudort i Kina, Shanxi Sheng, lat 39,64, long 113,73)
Daciyao är en köpinghuvudort i Kina. Den ligger i provinsen Shanxi, i den norra delen av landet, omkring 220 kilometer nordost om provinshuvudstaden Taiyuan. Antalet invånare är 5 849. Befolkningen består av 2 760 kvinnor och 3 089 män. Barn under 15 år utgör 17,0 %, vuxna 15-64 år 74 %, och äldre över 65 år 8,0 %.
Runt Daciyao är det ganska tätbefolkat, med 172 invånare per kvadratkilometer. Närmaste större samhälle är Xinpeicun, 17,2 km väster om Daciyao. Trakten runt Daciyao består i huvudsak av gräsmarker.
Genomsnittlig årsnederbörd är 679 millimeter. Den regnigaste månaden är juli, med i genomsnitt 165 mm nederbörd, och den torraste är januari, med 4 mm nederbörd.